# Open Range
Pour plus de détails, voir Fiche technique et Distribution.
Open Range ou L'Ouest sauvage au Québec est un western américain réalisé par Kevin Costner et sorti en 2003. Le film a été intégralement tourné au Canada, en Alberta, et en particulier à Calgary Longview, Morley et Stoney Indian Reservation.

## Synopsis
En 1882, quatre cow-boys conduisent un troupeau de vaches et de chevaux à travers un immense paysage vallonné quand un orage éclate. La violence de la pluie les oblige à faire une pause prolongée.
Lorsque le temps se lève enfin, leur chef, Boss Spearman, envoie Mose Harrison à la ville la plus proche pour les réapprovisionner. Mais Mose tarde à revenir. Boss et Charley Waite, son bras droit taciturne, décident alors de partir à sa recherche, laissant le troupeau sous la garde de leur plus jeune recrue, Button. Dès leur arrivée en ville, ils apprennent que leur compagnon a été mêlé à une bagarre et emprisonné par le shérif.
Très vite, la situation va dégénérer car le shérif est vendu à un gros propriétaire qui entend faire sa loi sur tout et tous.
Mais Boss et Charley ne sont pas du genre à se laisser faire.

## Fiche technique
- Titre original et français : Open range
- Réalisation : Kevin Costner
- Scénario : Craig Storper, d'après le roman The Open Range Men de Lauran Paine
- Costumes : John Bloomfield
- Photographie : J. Michael Muro
- Montage : Miklos Wright
- Musique : Michael Kamen (additionnelle : Blake Neely et Julianna Raye)
- Pays de production :  États-Unis
- Genre : western
- Durée : 140 minutes
- Dates de sortie :
  - États-Unis : 11 août 2003
  - France : 25 février 2004

## Distribution
- Robert Duvall (VF : Claude Brosset et VQ : Hubert Fielden) : Boss Spearman
- Kevin Costner (VF : Bernard Lanneau et VQ : Marc Bellier) : Charley Waite
- Annette Bening (VF : Micky Sebastian et VQ : Marie-Andrée Corneille) : Sue Barlow
- Michael Gambon (VF : Léon Dony et VQ : Aubert Pallascio) : Denton Baxter
- Michael Jeter (VF : Pierre Baton et VQ : François Sasseville) : Percy
- James Russo (VF : François Siener et VQ : Éric Gaudry) : Marshal Poole
- Diego Luna (VF : Emmanuel Garijo et VQ : Xavier Morin-Lefort) : John "Button" Weatheral
- Abraham Benrubi (VF : Pascal Casanova) : Mose Harrison
- Peter MacNeill (VF : Michel Modo) : Mack
- Cliff Saunders (VF : Marc Perez et VQ : Luis de Cespedes) : Ralph, le commerçant
- Kim Coates : Butler, l'assassin de Mose
- Julian Richings : Wylie, un homme de main
- Dean McDermott : Dr Barlow
- Ian Tracey : Tom

## Production
Le film est une adaptation du roman The Open Range Men de Lauran Paine. Le scénariste Craig Storper acquiert très rapidement les droits et en écrit le scénario dès 1999. En décembre 2001, le romancier est décédé, sans voir son œuvre portée à l'écran. Kevin Costner reprend ensuite le projet et réalise son 3e long métrage.
Kevin Costner a avoué qu'il n'imaginait personne d'autre que Robert Duvall pour le rôle de Boss Spearman et qu'il aurait sûrement abandonné le projet si l'acteur avait refusé. Kevin Costner a quant à lui préféré ce projet et a ainsi refusé le rôle de Bill dans Kill Bill : Volume 1 de Quentin Tarantino.
Le tournage a lieu de juin à septembre 2002. Il se déroule au Canada, dans la province d'Alberta (réserve indienne Stoney Indian, Longview, Calgary, Morley, ...).

## Sortie et accueil

### Critique
Open Range est globalement bien reçu par la presse. Sur l’agrégateur de critiques Rotten Tomatoes, le film obtient 79% d'avis favorables pour 183 critiques et une note moyenne de 6,8⁄10. Le consensus suivant résume les critiques compilées par le site : « Bénéficiant grandement de la formidable alchimie entre Kevin Costner et Robert Duvall, Open Range est un western moderne et robuste aux racines classiques ». Sur Metacritic, il obtient une note moyenne de 67⁄100 pour 40 critiques.
Sur le site AlloCiné, qui recense 19 critiques de presse, le film obtient la note moyenne de 4,4⁄5
.

### Box-office
Open Range a rencontré un succès commercial dès sa sortie en salles avec 68 613 992 $ de recettes au box-office mondial, dont 58 331 254 $ rien qu'aux États-Unis, alors que le film fut tourné avec un budget de 22 millions. En France, le film totalise 451 923 entrées et près de 28 % des recettes étrangères (2 789 028 $ sur 9 965 039 $),.

## Commentaires

### Anecdotes
- Tig n'est pas seulement le nom du chien dans le film, c'est aussi le nom de la grand-mère de Kevin Costner.
- Le fusil que Charley utilise est une Winchester 73.

### Erreurs
- Si vous ne connaissez pas le sujet, laissez ce bandeau (vous pouvez alors contacter les auteurs).
- Si vous supprimez le contenu mis en cause (vous pouvez préalablement contacter les auteurs),

argumentez précisément cette suppression dans la page de discussion
(un manque de référence n'est pas un argument ; une recherche réelle de référence doit avoir été effectuée, être formellement documentée).
- Au tout début du duel final, Charley Waite tue Butler en pleine tête, et blesse  à l’épaule droite Denton Baxter, puis tue un troisième adversaire (celui  à l’extrême gauche, petite taille chapeau noir) en tirant avec le même revolver 1 coup lors du plan général, puis 2 coups, puis 10 coups d’affilée sans recharger soit au total 13 coups, ce qui est strictement impossible puisqu'il utilise un peacemaker qui ne peut tirer que 6 coups.
- Toujours sur ce passage, Charley Waite tire 5 coups avec son revolver de hanche droit (1 coup qui tue le tueur Butler en pleine tète, un deuxième qui blesse à l’épaule droite Denton Baxter, 2 autres coups vers les deux autres adversaires, puis 1 coup de nouveau vers l'un des deux, le troisième homme qu'il va tuer), puis 13 coups d’affilée à partir du plan général pour tuer ce troisième homme. On peut distinguer avant, pendant la préparation notamment dans la grange, qu'il ne porte qu'un seul revolver de hanche à droite, cependant il semble avoir un deuxième revolver dans la ceinture côté gauche positionné pour droitier, confirmé lors de la scène de tir à travers les chevaux lorsque Charley poursuit Baxter, cependant pendant le tir sur le troisième homme on ne le voit pas changer de revolver mais continuer avec le même revolver qui est son peacemaker.
- Avec deux revolvers peacemaker, il ne peut tirer que 12 coups au total et non 18. Seul le Lemat en 1882 possède un barillet de 9 balles, il est clairement plus lourd et bien plus gros (voir le gros plan dans la quincaillerie dans Forsaken : Retour à Fowler City avec Kiefer Sutherland), mais lors de la préparation finale derrière le chariot de l’allée centrale avant de manger sa tablette de chocolat, on voit clairement Charley charger un peacemaker. On le voit plus tard chargeant de nouveau le même revolver à crosse de bois rouge puis tuer un des deux hommes à partir de sacs de sable, il tire ensuite 5 coups pendant la poursuite du deuxième (celui là même qui va prendre Sue en otage) entre les palettes de bois puis est à vide, ce qui confirme bien son arme principale comme étant un peacemaker et non un Lemat. Il aurait donc seulement 1 Lemat possible dans la ceinture côté gauche, cela ne fait donc que 15 coups et non 18. On le voit d'ailleurs plus tard, lors du sauvetage de Sue et le final devant l'office du marshal avec ses deux revolvers, le deuxième étant non identifié (possible peacemaker ou Lemat).